# Jhālod
Jhālod är en ort i Indien.   Den ligger i distriktet Dohad och delstaten Gujarat, i den centrala delen av landet, 700 km söder om huvudstaden New Delhi. Jhālod ligger 272 meter över havet och antalet invånare är 28 999.
Terrängen runt Jhālod är platt. Runt Jhālod är det tätbefolkat, med 493 invånare per kvadratkilometer. Jhālod är det största samhället i trakten. Trakten runt Jhālod består till största delen av jordbruksmark.